# Брезовиця (Косово)
Брезовиця (серб. кир.: Брезовица, алб. Brezovicë) — населений пункт в муніципалітеті Штрпце в Косові,  відоме своїм гірськолижним курортом. Згідно з переписом 2011 року, загальна чисельність населення Брезовиці становить 68 чоловік.
Брезовиця — одне з найбільш відвідуваних зимових туристичних напрямків в Косово.  Район гірськолижного курорту ідеально розташований на північних та північно-західних схилах Національного парку Шар. Лінія хребта охоплює 39000 гектарів високогірних гірських місцевостей та лісів із надзвичайно різноманітною і багатою флорою та фауною. Знаходиться в межах 90 хвилин від двох міжнародних аеропортів, Брезовиця є однією з останніх слаборозвинених гірськолижних курортних зон у Південно-Східній Європі.

## Географія
Він розташований у північно-східній частині гір Шаррі і в басейні річки Лепенець. Гірськолижний курорт Брезовиця розташований на висоті від 900 до 2500 метрів над рівнем моря, приблизно в 14 км на південь від села. Тут поєднується м'який долинний клімат[прояснити]  у нижчих частинах та альпійський клімат у вищих регіонах.

## Історія
У Середньовічній Сербії існувала жупа (провінція) Сірініч (вперше згадувана в 13 столітті, вдруге в 1331 році, в грамоті імператора Стефана Душана), охоплюючи всю сучасну муніципалітет Штрпце, маючи міста Градіште (у Брезовиці) та Зідінац (у Готовуші). У регіоні існує кілька залишків візантійських фортів.
На вершині пагорба Чайліє, над гирлом струмка Пілєвац річки Лепенаць, є залишки форту Градіште, який складається з двох шарів — перший з 6 століття, а другий з 13-го століття. Форт знаходиться в руїнах, з яких можна визначити вежу донжон та обриси інших будівель. Вхід у місто, на півночі, був захищений вежею. Від тієї вежі продовжував вал, ще однією вежею, звідки оборонна стіна тяглася до підніжжя пагорба, до Лепенеця.
28 червня 1944 року, під час Другої світової війни, болгарські солдати стратили 46 місцевих жителів (з них 12 дітей) у Ракановаці, в Брезовиці, після смерті одного з їх солдатів.

## Демографія
| Етнічна група | 1981          | 2011         |
| ------------- | ------------- | ------------ |
| Серби         | 323 (98,48 %) | 44 (67,71 %) |
| Албанці       |               | 23 (33,82 %) |
| Інші          | 5 (1,53 %)    | 1 (1,47 %)   |
| Всього        | 328           | 68           |

## Анотації
1. ↑   Косово є предметом територіальної суперечки між  Республікою Косово і  Республікою Сербія. Республіка Косово  в односторонньому порядку проголосила незалежність 17 лютого 2008 року, але  Сербія продовжує заявляти, що вона є частиною  власної суверенної території. Два уряди  почали нормалізувати відносини у 2013 році як частина  Брюссельської угоди. Косово було визнано незалежною державою 102 з 193 держав-членів Організації Об'єднаних Націй. 10 держав визнали Косово лише для того, щоб пізніше відкликати своє визнання.